# An Jae-jun (Fußballspieler, 1986)
An Jae-jun (* 8. Februar 1986 in Südkorea) ist ein südkoreanischer Fußballspieler.

## Karriere

### Verein
Das Fußballspielen erlernte An Jae-jun in der Universitätsmannschaft der Korea University in Seoul. Seinen ersten Vertrag unterschrieb er bei Incheon United, einem Verein, der in der ersten Liga, der K League 1 spielte und in Incheon beheimatet ist. Nach 72 Spielen wechselte er 2011 zum Ligakonkurrenten Jeonnam Dragons nach Gwangyang. Für die Dragons spielte er 59 Mal in der Ersten Liga. 2013 ging er nach Incheon zurück und unterschrieb dort einen Vierjahresvertrag. Von 2013 bis 2014 spielte er 67 für den Club. An Asan Mugunghwa FC, einem Verein aus Asan, wurde er von 2015 bis 2016 ausgeliehen. In dem Verein, der in der Zweiten Liga, der K League 2 spielt, spielen südkoreanische Fußballspieler, die ihren zweijährigen Militärdienst absolvieren. Nach Ende des Militärdienstes ging er 2017 zum Erstligisten Seongnam FC. Nach einem Jahr wechselte er 2018 zum Zweitligisten Daejeon Citizen. 2019 verließ er Südkorea und wechselte nach Thailand. Hier schloss er sich dem Zweitligisten Army United aus Bangkok an. Für die Army absolvierte er 27 Zweitligaspiele. Nachdem der Club Ende 2019 bekannt gab, dass der Verein sich aus der Liga zurückzieht, wechselte er 2020 wieder in sein Heimatland Südkorea zum Gimhae City FC. Der Club aus Gimhae spielte in der dritten Liga des Landes, der K3 League. Für Gimhae bestritt er 14 Ligaspiele. Im Januar 2022 verpflichtete ihn der Songwol FC.

### Nationalmannschaft
Von 2004 bis 2005 spielte er 12 Mal für die südkoreanische U-20-Nationalmannschaft.